# قرار مجلس الأمن التابع للأمم المتحدة رقم 1051
قرار مجلس الأمن الدولي رقم 1051 صدر في 27 مارس/ آذار 1996. يطلب فيه من جميع الدول إخطار الوحدة المشتركة بكافة البيانات والمعلومات الخاصة بأية محاولة للبيع أو الإمداد المعتزم القيام به من أراضيها مع العراق. ويطلب من هذه الوحدة التبليغ عن أيه محاولة للتهريب أو لتزويد العراق بأية مواد محظورة.